# N-357
La N-357 o Acceso Norte al Puerto de Algeciras es una carretera nacional que enlaza la autovía A-7 con el puerto de Algeciras. Esta pequeña vía tiene una importancia considerable en la época estival, ya que supone un "descongestionante" del tráfico de la ciudad cuando llegan los meses de la "Operación Paso del Estrecho", en la que miles de marroquíes cruzan el Estrecho de Gibraltar para ir hacia Marruecos y enlaza con la A-7 que termina en Francia.
Consta de 2 salidas:
- 0: Centro ciudad, todas direcciones

- 1: Barrio del rinconcillo

La N-357 consta también de un túnel subterráneo que mediante el cual se enlaza con la A-7 y un puente (denominado "Puente de Almanzor"), que conecta tierra con puerto.
La vía se terminó de construir en 1999.
La Dirección General de Tráfico ha situado siete radares fijos a lo largo de esta carretera.

Puente de Acceso Norte. Longitud: 847,5 m